# Browning M1921
La Browning M1921 era una mitragliatrice pesante americana in calibro 12,7 × 99 mm NATO (.50 BMG), raffreddata ad acqua, progettata da John Browning.

## Sviluppo
Lo sviluppo di una mitragliatrice pesante di grande calibro negli Stati Uniti iniziò nel 1918, su richiesta diretta del generale John Pershing, comandante dell'American Expeditionary Forces, che necessitava di un'arma capace di distruggere velivoli e bersagli di superficie quali carri armati e autoblindo. L'incarico per lo sviluppo di arma e munizione venne assegnato rispettivamente alla Browning ed alla Winchester Arms Co.
Sviluppata dal prototipo M1918 calibro .50, a sua volta derivato dalla Browning M1917 calibro .30, raffreddata ad acqua, la M1921 venne presentata nel 1921 ed adottata ufficialmente dalle forze armate statunitensi nel 1923, con la denominazione ufficiale machine gun, .50 calibre, M1921. Si trattava di una mitragliatrice raffreddata ad acqua, alimentata a nastro, su treppiede, adottata primariamente come arma antiaerea per la fanteria e per la marina.
La mitragliatrice M1921 venne adottata dopo la prima guerra mondiale sia dall'United States Army che dall'United States Navy, soprattutto come arma antiaerea in versione statica, con un peso di 54 kg.
Nel 1930 venne introdotta una versione leggermente migliorata, la M1921A1, e tutte le armi vennero portate a questo standard. Lo sviluppo dell'arma continuò negli anni e nel 1933 venne infine realizzata un'arma raffreddata ad aria, denominata Browning M2.